# Acquedotto Mediceo (Pitigliano)

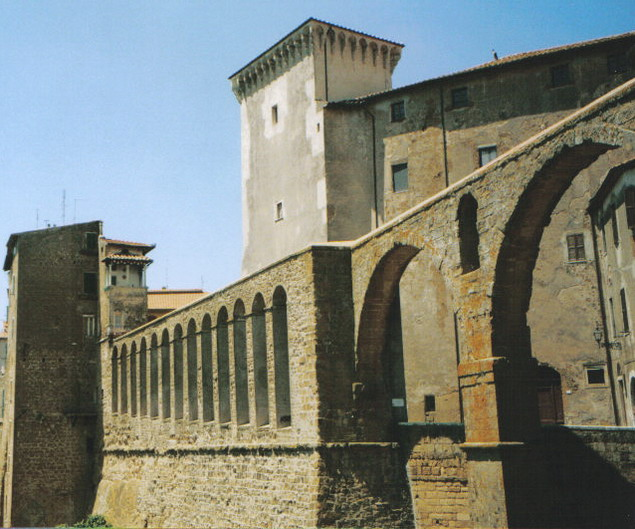
Particolare delle arcate dell'acquedotto Mediceo di Pitigliano

L'acquedotto Mediceo è una struttura di ingegneria idraulica concepita per il rifornimento idrico del borgo di Pitigliano.

## Storia
I lavori di costruzione dell'infrastruttura iniziarono a partire dal Cinquecento, su progetto di Antonio da Sangallo il Giovane. In quell'epoca gli Orsini decisero di migliorare il servizio di approvvigionamento idrico, sia alla loro residenza che all'intera città.
La realizzazione dell'opera fu notevolmente complicata dalle asperità del territorio che presentava una fortissima pendenza tra l'abitato di Pitigliano e la sottostante valle solcata da ben tre corsi d'acqua. I lavori si protrassero per lunghissimi anni, tanto che l'opera non era ancora conclusa all'inizio del Seicento, quando la località passò dalla contea degli Orsini ai Medici, che la inglobarono nel territorio del Granducato di Toscana.
Proprio nel corso del Seicento, i Medici portarono avanti i lavori, riuscendo a completare l'opera che, ancora oggi, permette di coglierne l'imponenza e la maestosità. L'acquedotto venne completato nel 1639.
In epoca settecentesca i Lorena effettuarono lavori di ristrutturazione che si conclusero con la realizzazione della successione delle piccole arcate.

## Descrizione
L'acquedotto si presenta come un'imponente opera che contraddistingue la parte sud-orientale del centro storico di Pitigliano. L'acqua raccolta dai vicini fiumi Lente, Meleta e Prochio veniva convogliata in direzione dell'abitato.
La parte visibile dell'acquedotto si presenta come una successione di arcate tonde, due delle quali più ampie e separate da un elevatissimo pilastro che scende nella valle sottostante la parte sud-orientale del borgo, sopra il quale vi è una piccola apertura a nicchia con arco tondo. Le tredici arcate successive si caratterizzano per ampiezza ed altezza notevolmente minori rispetto alle prime due. I relativi pilastri di appoggio si dipartono da una cortina muraria in tufo che, quasi certamente, era parte integrante della cinta muraria medievale; una cordonatura separa la base dei pilastri dalla sottostante cortina muraria.
L'acquedotto, interamente rivestito in tufo, si integra pienamente sia con il contesto geologico della zona che con le altre architetture di epoca precedente.